# 哈索尔
哈索尔（Hathor），亦稱哈托爾，全称哈索尔·迪特拉（Hathor Ditera），古埃及女神，她是爱神、美神、富裕之神、舞蹈之神、音乐之神。哈索尔关怀苍生，同情死者，同时也是母亲和儿童的保护神。在不同的传说中，她是太阳神拉的女儿，王權守護神荷鲁斯的妻子，或者是拉的妻子。对哈索尔的崇拜最早在前27世纪便已开始，她的形象是奶牛、牛头人身女子或长有牛耳的女人。传说哈索尔女神曾化身为无花果树，并把果实送给地狱的死者。
哈索尔的祭祀中心在丹德拉。希腊人常将哈索尔与阿芙蘿黛蒂相提并论。
古埃及礦工們亦崇拜哈索爾，認為她是「綠松石之神」。

## 神话故事
传说哈索尔女神是“拉神之眼”。太阳神拉年事已高，有人趁此机会有所图谋，拉神知道后非常恼怒，决定把象征太阳威严和燃烧力量的“神眼”放置在哈索尔的体内，让她去消灭这些惟利是图的歹人。哈索尔女神得到“神眼”后，化身为暴虐的女战神塞赫麦特开始对这些人进行杀戮，世间顿时血流成河。拉神看到死伤的人已经足够后，试图令其收手。为了能使塞赫麦特停止对人类的残杀，拉神用石榴制成的酒水浇灌大地，嗜血的塞赫麦特误以为鲜红的石榴酒是血，因此喝得酩酊大醉，从而停止了暴行，恢复成美丽的哈索尔女神。后来，饮用啤酒和红石榴汁也成为了祭祀哈索尔女神活动中的一部分。

## 大眾文化
- ，2016年電影
- 第一季 第14集，1997年科幻电视剧
- Zone Of the Enders Dolores i中的後期Boss機體 ，2001年動畫